# Геологія Туреччини
Геологічна будова Туреччини.

Тектоніка плит в Туреччині: геологічні розломи навколо Анатолійської плити, Африканської плити, Аравійської плити, та Євразійської плити.

Більша частина території Туреччини розташована в межах Альпійсько-Гімалайського складчастого поясу, де в структурному відношенні виділяються складчасті зони (Понтиди, Центральноанатолійська і Таврська) та серединні масиви (Мізійсько-Галатський, Мендереський, Киршехірський та ін.), а півд.-сх. частина країни — в межах околиці Аравійської платформи. Зона Понтид розташована на півночі Т., вздовж Чорного моря і обмежена з півдня Головним Анатолійським розломом. У Західних Понтидах розвинені палеозойські теригенно-карбонатні породи, які перекривають докембрійські метаморфічні серії.
Всі ці утворення прорвані гранітоїдами палеозою і кайнозою. Структурно незгідно на герцинському міогеосинклінальному комплексі залягають карбонатні і вулканогенно-осадові породи мезозою і палеогену. У Східних Понтидах переважають мезозойські і кайнозойські утворення; характерний розвиток вулканогенних товщ верх. крейди і палеогену, а також еоцен-олігоценових гранітоїдів. На південь від Понтид розташована Ізміро-Анкарська офіолітова зона, східним продовженням якої є Центральноанатолійська зона. Тут розвинені мезозойські офіолітові серії, метаморфічні г.п. фанерозою і докембрію. Розповсюджені утворення серпентинітового меланжу і олістостроми. На півдні Т., обрамовуючи узбережжя Середземного моря і півн. виступ Аравійської платформи, тягнеться Таврська складчаста зона. Зах. сегмент Західно-Таврської зони (т. зв. Лікійський Тавр) характеризується наявністю автохтону з платформними карбонатними відкладами палеозою, незгідно перекритими мезозойськими карбонатними породами. На них з тектонічною неузгодженістю налягають «лікійські покрови», що складаються з пластин еоценового фліша, перидотитів, діабазів пізнього тріасу — ранньої крейди і карбонатних порід карбону — верх. крейди. У сх. зоні Зах. Тавру тектонічні покриви перекривають карбонатний комплекс автохтону, що включає відклади палеозою і мезозою. Східно-Таврська область, відокремлена від Західної зоною розломів, відрізняється присутністю в автохтоні міогеосинклінальних палеозойських серій і порід комплексу платформного чохла Аравійської плити. Вік найпізніших тектоніч. рухів — постміоценовий, Мізійсько-Галатський масив обмежений з півночі і півдня Понтійською та Ізміро-Анкарською складчастими зонами. Фундамент його складений гнейсами і сланцями верх. докембрію — ниж. палеозою, чохол — карбонатно-теригенними товщами пізнього палеозою і мезозою. Утворення прорвані гранітоїдами пізнього палеозою і кайнозою. Значна частина масиву перекрита неоген-четвертинними вулканітами. Мендереський масив розташований на південь від Ізміро-Анкарської складчастої зони і обмежується акваторією Середземного моря та Західно-Таврською зоною. Фундамент складений гнейсами і сланцями верх. докембрію і ниж. палеозою, перекритими палеозойськими і мезозойськими слабкометаморфізованими карбонатно-теригенними породами чохла. Розташований на схід від Мендереського масиву Киршехірський масив має аналогічну будову, але тут більш інтенсивно виявлений палеогеновий вулканізм по периферії масиву.
На південь від оз. Ван виділяється Бітліський масив, який відокремлюється від Аравійської плити серією розломів насувного типу. Метаморфічний фундамент масиву складений верхньопротерозойськими — нижньопалеозойськими гнейсами і сланцями, а чохол — переважно верхньопалеозойськими карбонатними породами. Масив розбитий числ. поперечними зонами розломів, в межах яких відмічаються тіла ультрабазитів. Околиці масиву перекриті тектоніч. покривами мезозойських офіолітів. На півд.-сході Т., південніше зони насувів, розташована зона Південно-Східної Анатолії, яка являє собою півн. частину Аравійської платформи. Тут поширені фанерозойські карбонатно-теригенні відклади чохла платформи, а також неоген-четвертинні платобазальти. У сх. частині зони розташовується зах. закінчення Месопотамського крайового прогину, наповненого неоген-четвертинними відкладами.